# Pielach

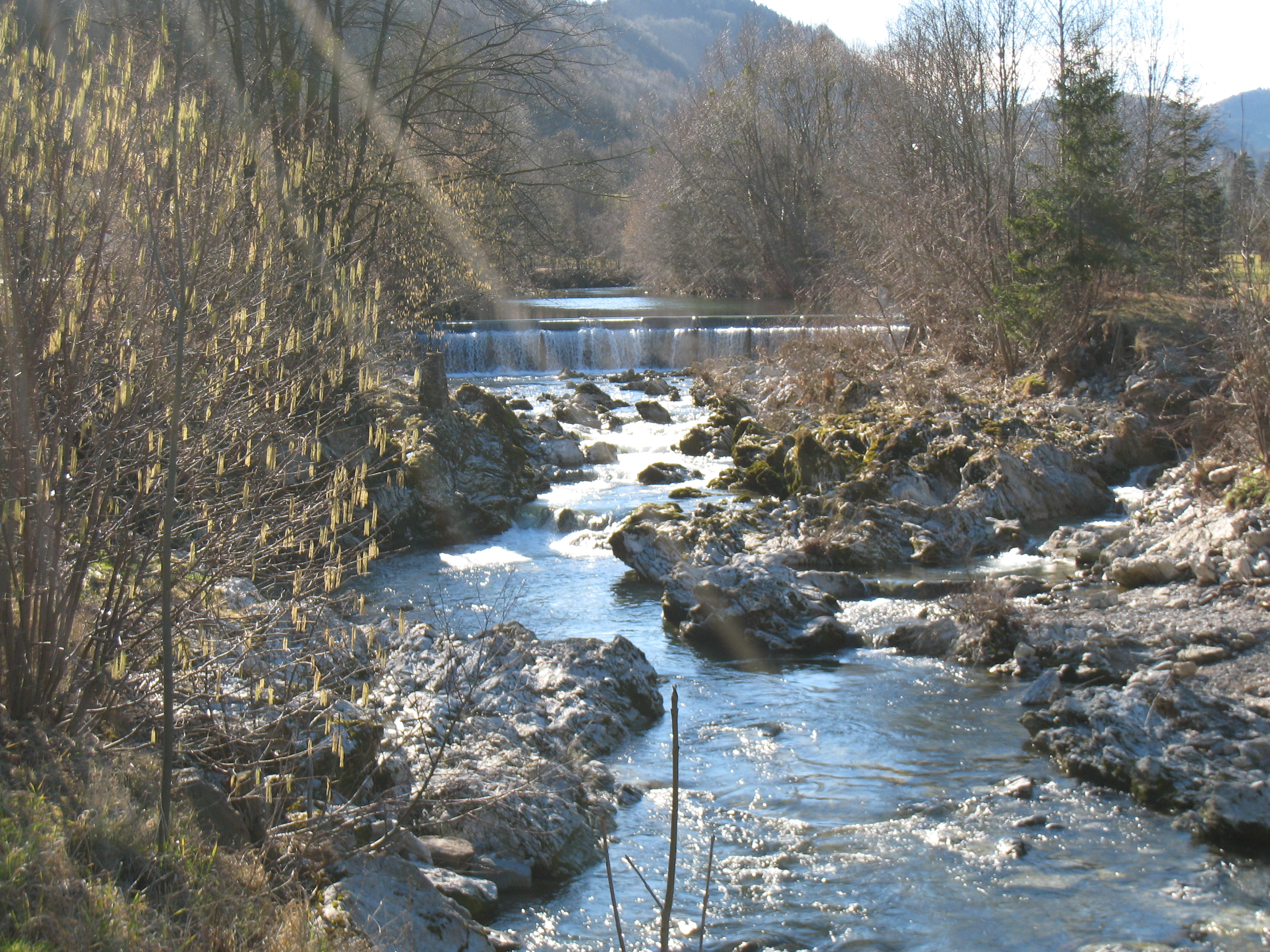
Pielach nedanför Kirchberg

Pielach är en 70 km lång biflod till floden Donau i det österrikiska förbundslandet Niederösterreich. Avrinningsområdet är 950 km² och medelvattenföringen är 6,5 m³/s vid Hofstetten, men kan vid högvatten uppnå 300 m³/s.
Floden Pielach rinner upp i Alperna norr om Annaberg (976 m ö.h.). Den rinner i en stor båge först mod nordöst, sedan mot nordväst och mynnar i Donau öster om staden Melk.
Vid floden finns flera vattenkraftverk.